# Pseudophryne covacevichae
A Pseudophryne covacevichae a kétéltűek (Amphibia) osztályának békák (Anura) rendjébe, a Myobatrachidae családba, azon belül a Pseudophryne nembe tartozó faj.

## Előfordulása
Ausztrália endemikus faja. Csak egy kis területről ismert Queensland állam északi részén, Ravenshoe közelében, ahol 22 különálló helyen, 36 populációját találták meg 800 m-es tengerszint feletti magasságban. Előfordulási területe korlátozott, nagyjából 250 km², ezen belül is mindössze 50 hektárnyi területen él. A populáció méretéről korlátozott információk állnak rendelkezésre, azonban az ismert populációk kis területeket fednek le, melyek közül a legnagyobb is csak 0,5 ha; a párzó hímek száma az egyes helyeken 1-20 között mozog.

## Nevének eredete
A faj nevét Jeanette Covacevich ausztrál herpetológus tiszteletére kapta.

## Taxonómiai helyzete
1994-es leírása előtt a Pseudophryne covacevichae fajt összetévesztették egy délebben élő fajjal, a Pseudophryne majorral, amely télen, míg a P. covacevichae nyáron költ. 2013-ban a Pseudophryne covacevichae fajt megtalálták a Paluma-hegységben is, ezáltal e két faj földrajzi elkülönítése csökkent. Emellett nyáron szaporodó Pseudophryne major populációk is ismertek. Ez arra utal, hogy e fajok elkülönülését újra kell értékelni.

## Megjelenése
Kis termetű békafaj, hossza elérheti a 3 cm testhosszúságot. Háta szürke vagy kékesszürke, a hát alsó részén élénksárga hosszanti csíkkal, valamint az orra hegyétől közepén végigfutó nagy narancsvörös területtel. Oldala szürkésbarna, sötétbarna foltokkal, hasa fekete-fehér márványozott mintázatú. A karok teteje a vállnál élénksárga. Pupillája vízszintes elhelyezkedésű, az írisz aranyszínű. Ujjai között nincs úszóhártya, ujjai végén nincsenek korongok.

## Életmódja
A petéket kis csomóban rakja le a szárazföldön, nedves levélalja alá és a talajban lévő iszapos lyukakba, kis patakok közelében. A csomók mérete 6–82 pete. Akárcsak a többi Pseudophryne fajnál, a fészket a hím őrzi. Az ebihalak elérhetik a 3,5 cm hosszúságot, sötétbarna-arany színűek. Miután a fészket elárasztásja az eső, legalább egy hónapig eltarthat, amíg békává fejlődnek. Tavasztól nyárig eső után szaporodik.

## Természetvédelmi helyzete
A vörös lista a veszélyeztetett fajok között tartja nyilván. Populációja fragmentált, elterjedési területe kis méretű. Teljes előfordulási területe védett.